# 郑伟 (足球运动员)
郑伟（1981年6月13日—）是中国职业足球运动员，司职中场。
郑伟少年时在上海有线02接受训练，曾代表上海参加九运会足球赛，此后进入上海申花一线队，但是很少能获得进入大名单的机会，2006年曾租借效力于甲级联赛上海康博群英。2007年他转会西安国际，之后几个赛季内逐渐成为队内主要中场组织者之一。
2010年，突然获得大量资金投入的陕西购入了一大批内援外援，并且中途更换了主教练，郑伟无法获得稳定的出场机会。赛季结束后，郑伟转会回到上海申花。
2011年7月，球员二次转会上海申花在公布重返球队只有半年的郑伟正式转会至乙级联赛球队重庆队。